# Adam Haslett

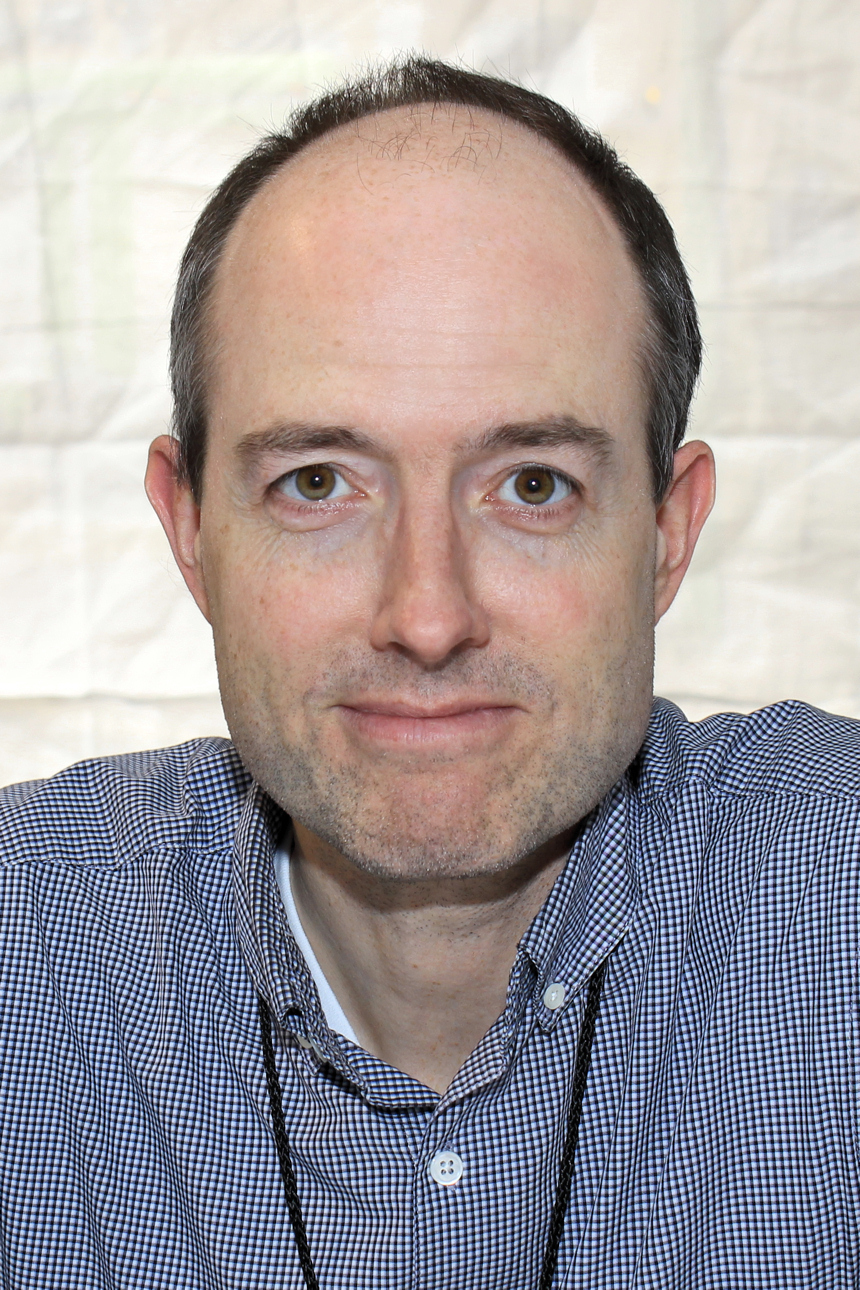
Adam Haslett (2016)

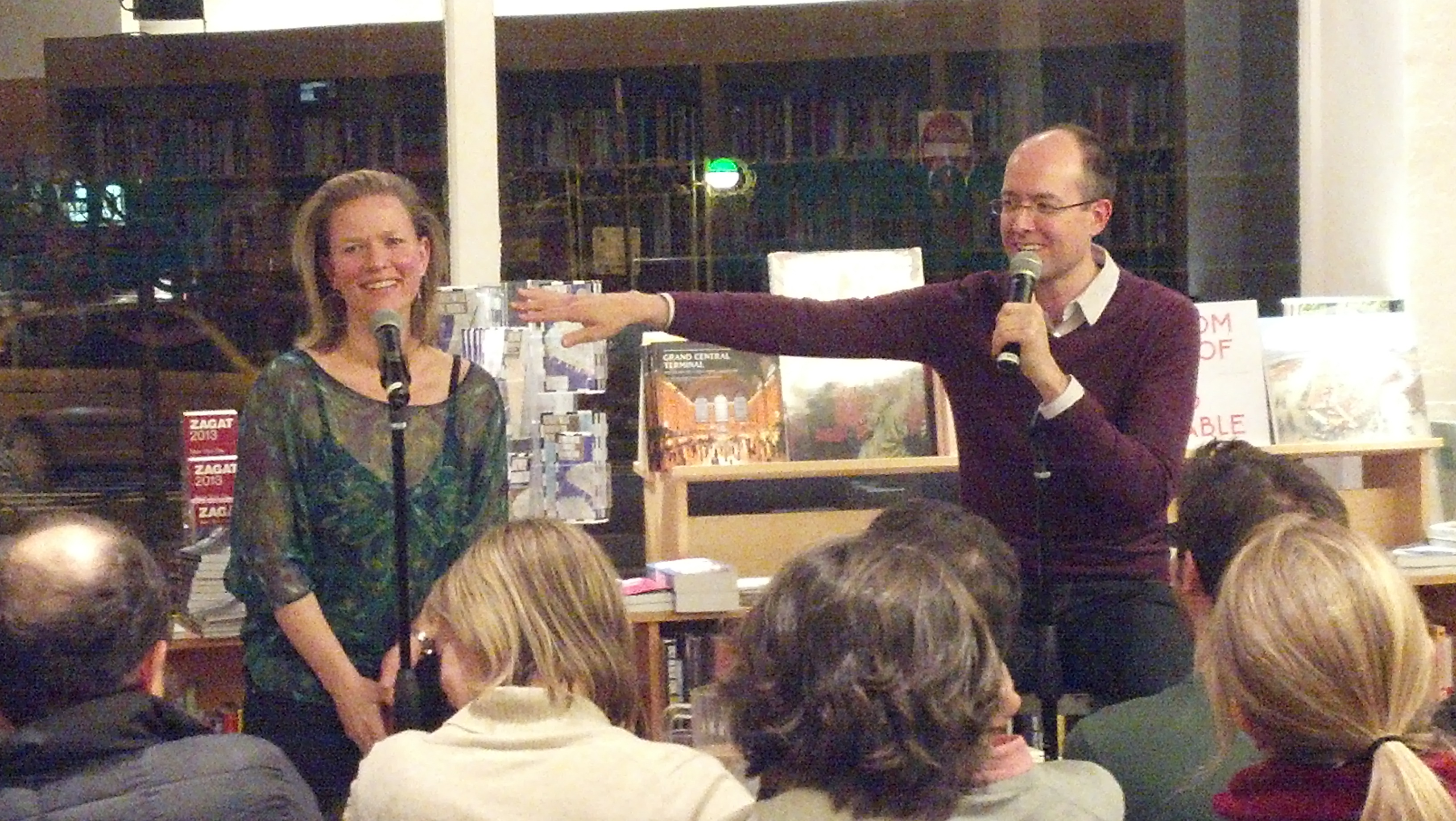
Mit Amity Gaige (2013)

Adam Haslett (geboren 24. Dezember 1970 in Port Chester, New York) ist ein US-amerikanischer Schriftsteller und Jurist.

## Leben
Haslett wuchs in Massachusetts und im englischen Oxfordshire auf. Er studierte Literatur und Jura in Yale, am Swarthmore College und der University of Iowa. Er ist der Autor unter anderem des Kurzgeschichtenbandes You Are Not a Stranger Here (dt. Das Gespenst der Liebe; auch Hingabe) und des Romans Union Atlantic.
Für You Are Not a Stranger Here gewann Haslett im Jahr 2006 den PEN/Malamud-Award. Wiederkehrende Motive oder Themen in den Kurzgeschichten sind u. a. der frühe Tod der Eltern, insbesondere die von den Kindern entdeckte Selbsttötung der Mutter, sowie die immer als problematisch erlebte Homosexualität männlicher Protagonisten. In allen Texten geht es um das von Haslett kenntnisreich und mit großer Intensität vermittelte Leben körperlich, psychisch oder geistig versehrter Menschen, darunter mehrfach um Menschen mit einer bipolaren Störung.
Der Roman Union Atlantic befasst sich mit der seinerzeit aktuellen Finanzkrise, verlegt diese aber ins Jahr 2002 zurück. Für das Buch erhielt er 2011 den Lambda Literary Award in der Kategorie Gay Fiction. Im zweiten Halbjahr 2011 hatte er ein Arbeitsstipendium der American Academy in Berlin. Sein Roman Imagine Me Gone erhielt 2016 den Los Angeles Times Book Prize.

## Werke
- Das Gespenst der Liebe. Erzählungen. Deutsch von Pociao und Roberto de Hollanda. Goldmann, München 2003, ISBN 978-3-442-45417-4
  - Neuauflage mit neuem Titel: Hingabe. Erzählungen. Rowohlt Taschenbuch Verlag, Reinbek bei Hamburg 2010, ISBN 978-3-499-25419-2
- Union Atlantic, Rowohlt 2009, ISBN 978-3-498-03000-1
- Imagine Me Gone. Little, Brown and Co 2016, ISBN 978-0-316-26135-7
  - Stellt euch vor, ich bin fort. Roman. Übersetzung Dirk van Gunsteren. Rowohlt, Reinbek bei Hamburg 2018, ISBN 978-3-498-03028-5